# Josef Cyril Kliment
Josef Cyril Kliment (4. března 1836 Třebíč – 12. prosince 1914 Brno) byl český houslař a soukeník.

## Biografie
Josef Cyril Kliment se narodil v roce 1836 v Třebíči, mezi lety 1843 a 1846 se v dílně svého otce v Třebíči vyučil soukeníkem a v jeho dílně poté až do roku 1853 pracoval, roku 1852 se v Třebíči oženil a o rok později se mu narodil syn Josef Kliment, který se později stal také houslařem. Mezi lety 1853 a 1858 se vyučil v dílně svého strýce Jakoba Klimenta v Brně vyučil houslařem a od roku 1858 pracoval v dílně strýce, jako tovaryš pracoval až do roku 1862. V roce 1862 si zřídil vlastní houslařskou dílnu na Orlí ulici v Brně, kde pak mezi lety 1865 a 1868 vyučil syna Josefa, v roce 1868 se mu pak také narodil druhý syn Johann Kliment, který se stal také houslařem. Roku 1876 svoji dílnu přestěhoval na Kapucínské náměstí, kde pak mezi lety 1880 a 1885 učil houslařem svého syna Johanna. Johann pak v dílně otce působil až do roku 1896, kdy zemřel. Josef Cyril Kliment svoji dílnu opět v roce 1882 přestěhoval do jiné budovy na Kapucínském náměstí a v roce 1893 se přestěhoval do původní dílny svého strýce na Dominikánské ulici, dílnu převzal a provozoval ji až do roku 1904, kdy ji předal Franzi Trawniczkovi.